# Михайловский сельсовет (Михайловский район, Амурская область)
Миха́йловский сельсове́т — сельское поселение в Михайловском районе Амурской области.
Административный центр — село Михайловка.

## История
11 июля 2005 года в соответствии с Законом Амурской области № 30-ОЗ муниципальное образование наделено статусом сельского поселения.

## Население
| 2002  | 2010  | 2011  | 2012  | 2013  | 2014  | 2015  |
| ----- | ----- | ----- | ----- | ----- | ----- | ----- |
| 1127  | ↗1218 | →1218 | ↘1207 | ↘1156 | ↘1118 | ↘1106 |
| 2016  | 2017  | 2018  | 2021  |       |       |       |
| ↘1095 | ↗1109 | ↗1119 | ↘1114 |       |       |       |

## Состав сельского поселения
| № | Населённый пункт | Тип населённого пункта       | Население |
| - | ---------------- | ---------------------------- | --------- |
| 1 | Арсентьевка      | село                         | →186      |
| 2 | Михайловка       | село, административный центр | ↗689      |
| 3 | Новогеоргиевка   | село                         | ↘26       |
| 4 | Петропавловка    | село                         | ↗218      |